# Tee Corinne
Tee Corinne (San Petersburgo, Florida, 3 de noviembre de 1943 – Oregón, 27 de agosto de 2006) fue una fotógrafa, escritora y editora conocida por la representación explícita de la sexualidad en su obra. Según la publicación Completely Queer: The Gay and Lesbian Encyclopedia: "Corinne es una de las artistas lesbianas más visibles y accesibles del mundo".

## Trayectoria
Corinne nació y creció en Florida y su madre le introdujo en las artes visuales. Según Corinne, "rara vez he tenido éxito en llevar un diario, pero casi siempre he llevado un blog de dibujo, y desde mis 8 años, también he tenido una cámara". Pasó su primer año de universidad (1962-3) en Newcomb College en Nueva Orleans, donde estudió pintura con Ida Kohlmeyer. Luego regresó a Florida, donde obtuvo una licenciatura en grabado y pintura en la Universidad del Sur de Florida y una Master en dibujo y escultura en el Instituto Pratt en 1968. Después de algunos años de enseñar y viajar por Europa, se sintió atraída por el ecologismo y la vida comunitaria. 
Corinne comenzó a exponer y a escribir a mediados de los años sesenta. A los 27 años se dio cuenta de que, si bien su educación artística le había permitido representar genitales masculinos, no había observado los suyos desde que era una niña. "Sabía que las cosas para las que no tenemos nombres o imágenes son las que calificamos como locas o negativas". Decidió crear imágenes artísticas de vulvas como forma de reclamar el poder de las mujeres, y autoeditó Cunt Coloring Book, reapropiándose de la palabra "coño" (cunt). Más tarde fue publicado por una editorial como Labiaflowers.
Fue co-facilitadora de las Feminist Photography Ovulars (1979–1981) y cofundadora de The Blatant Image, Una revista de fotografía feminista (1981–1983). Fue autora de una novela, tres colecciones de cuentos, cuatro libros de poesía y numerosos libros de artistas y pequeñas publicaciones. Family, su muestra de dibujos sobre cómo crecer en una familia alcohólica, ha sido objeto de una entrevista en vídeo de Jane Scott Productions.  
En 1980, fue una de las diez artistas invitadas cuyo trabajo se exhibió en el Great American Lesbian Art Show. A principios de la década de los 80, Corinne se mudó al sur del estado de Oregon donde desarrolló fuertes conexiones personales y artísticas, volviéndose muy activa entre las comunidades de mujeres que surgieron en el área. Como señala en uno de sus escritos "Lentamente, en Oregón, me reconecté con mi creatividad y empecé a producir un trabajo que dio mucha satisfacción". 
En este tiempo empezó a representar la sexualidad lesbiana desde su propia experiencia, al margen de la mirada masculina. En 1982, produjo una serie de fotografías llamadas Yantras of Womanlove. Preocupada por proteger la privacidad de sus modelos, usó técnicas como solarización, imágenes impresas en negativo y exposiciones múltiples. Incluyó conscientemente mujeres de color, mujeres grandes, mujeres mayores y mujeres con discapacidad. En ocasiones se niegan a imprimir sus obras y algunas galerías de arte a mostrarlo. 
Corinne escribió sobre arte para diversas publicaciones y, desde 1987, fue columnista sobre libros de arte para Feminist Bookstore News. Cofundadora y ex copresidenta del Comité de Gays y Lesbianas (una sociedad afiliada de la College Art Association ), también fue cofundadora del Women's Causcus for Art del Comité de Mujeres Lesbianas y Bisexuales del Grupo de Mujeres. En 1989, Corinne recibió un Premio Literario Lambda en la categoría de antología lésbica por su edición de Intricate Passions (publicado por Banned Books). En 1991, Lambda Book Report la eligió como una de las cincuenta lesbianas y gays más influyentes de la década y en 1997 recibió el Premio Presidencial del Comité de Arte de Mujeres por trabajo por las mujeres en las artes.
Quizás su trabajo más conocido sea la portada del álbum Suede (1993) de la banda inglesa de rock alternativo del mismo nombre. En 1998, sus fotografías aparecieron en la portada de "Milkshake: Un CD para beneficiar al Instituto Harvey Milk".

## Vida personal
En 1966 Corinne se casó con el hombre que ella describió como su "mejor amigo". Salió del armario en 1975 momento en el que estaba en relación con Honey Lee Cottrell. A lo largo de los años tuvo otras parejas como Caroline Overman (principios de los 80), Lee Lynch (mediados de los 80) y Beverly Anne Brown (1989-2005). En 2003, Brown fue diagnosticada de cáncer, lo que llevó a Corinne a realizar la serie "El cáncer en nuestras vidas" (2003-5).

## Muerte y reconocimientos
Corinne murió el 27 de agosto de 2006 en el sur de Oregón por un cáncer de hígado. Tenía 62 años. Su colección de manuscritos fue donada a las bibliotecas de la Universidad de Oregón y ahora se encuentra en la unidad de colecciones especiales de la biblioteca. La colección incluye correspondencia, manuscritos literarios, obras de arte, fotografías, objetos y otros documentos que reflejan la vida y obra de Corinne.
Moonforce Media creó el Tee A. Corinne Prize for Lesbian Media Artists en 2006 para honrar anualmente a Corinne como una artista con una visión audaz y una gran dedicación para alentar y preservar el arte lésbico. El premio es una subvención sin restricciones de hasta 1,000 dólares al año y está dedicado a las artistas que trabajan en fotografía, películas, vídeos o cualquier fusión de estas formas y en cualquier género, incluidos los estilos documental, narrativo, experimental o cualquier otro estilo o combinación de géneros. El premio promueve el deseo de Corinne de que las artistas lesbianas reciban apoyo financiero para trabajar de manera independiente y sin censura.
En 2014, Corinne fue incluida en una retrospectiva sobre fotografía LGBT en la web de KQED.
En 2015, la Golden Crown Literary Society otorgó a Ann McMan el primer premio Tee Corinne Outstanding Cover Design Award por su trabajo en el libro Everything.
En 2016, Lesbian News publicó una retrospectiva editorial sobre la vida de Tee Corinne.

### Libros
- "Bodies: A Collage", in woman in power (Issue 18, 70-72)
- Courting Pleasure. (Austin, TX: Banned Books, 1994.)
- The Cunt Coloring Book. San Francisco: Pearlchild, 1975; San Francisco: Last Gasp, 1988. Also published as Labiaflowers. Tallahassee, FL: Naiad Press, 1981.
- Drawing as a Problem-Solving Activity (2002)
- Dreams of the Woman Who Loved Sex (Austin, TX: Banned Books, 1987)
- Family: About Growing Up In An Alcoholic Family. North Vancouver, BC: Gallerie, 1990.
- Lesbian Muse: The Women Behind the Words. Portland, OR: Chance Publications, 1989.
- The Little Houses on Women's Land (2002)
- Lovers: Love and Sex Stories (Austin, TX: Banned Books, 1989)
- The Sex Lives of Daffodils: Growing Up As An Artist Who Also Writes. Wolf Creek, OR: Pearlchild 1994, 1997.
- The Sparkling Lavender Dust of Lust, A Novel (Austin, TX: Banned Books, 1991)
- Twenty-Two Years, 1970-1992. Wolf Creek, OR: Pearlchild, 1992.
- Wild Lesbian Roses: Essays on Art, Rural Living, and Creativity, 1986-1995, Wolf Creek, OR, Pearlchild, 1997.
- Women Who Loved Women. (Philadelphia, PA: Giovanni's Room, 1984)
- Yantras of Womanlove. Tallahassee, FL: Naiad Press, 1982.

### Chapbooks
- At Six (1990)
- Joy Unfolds (1984)
- Visiting the Yarrow (1993)

### Trabajo editorial
- The Body of Love. (Austin, TX: Banned Books, 1993)
- Intricate Passions: A Collection of Erotic Short Fiction. (Austin, Texas: Banned Books, 1989)
- Lesbian Muse: The Women Behind the Words [Datebook] . (Austin, TX: Banned Books, 1990)
- Lesbian Photography on the U.S. West Coast 1972-1997 (1998)
- The Poetry of Sex: Lesbians Write the Erotic. (Austin, TX: Banned Books, 1992)
- Riding Desire: An Anthology of Erotic Writing. (Austin, TX: Banned Books, 1991)